# Iglesia de San Lorenzo de Mongay
La Iglesia de San Lorenzo es la iglesia parroquial del pequeño núcleo de San Lorenzo de Mongay, sobre la margen derecha del río Segre a unos 3 kilómetros al oeste del núcleo de Camarasa (la Noguera).

## Arquitectura
Se trata de un edificio aislado, una iglesia orientada de este a oeste, de planta rectangular con una nave central y capillas laterales a ambos lados, sacristía y un campanario de base cuadrada a la izquierda de la fachada principal, la cual apunta hacia el este y preside la plaza de la Iglesia (que consiste en un pequeño ensanchamiento de la calle Mayor a la altura de este templo). El tejado cae a doble vertiente, con un caballete longitudinal y alero dispuesto en tres niveles de teja y ladrillo. 
Los muros exteriores están construidos con mampostería de piedra y abundante mortero de cal, revocada originalmente con mortero, excepto algunos segmentos que han sido rehechos con cemento. Las esquinas del edificio están hechas con sillares de piedra arenisca rectangulares bien escuadrados y pulidos dispuestos en cadena. 
La fachada principal presenta el único acceso en forma de portada clásica, hecha con piedra arenisca pulida. La puerta es de arco de medio punto dovelado, flanqueada por pilastras lisas que sostienen un friso, igualmente carente de ornamentación, y una cornisa moldurada. En los extremos de esta cornisa clásica hay dos pináculos barrocos y en el centro se levanta una hornacina de arco de medio punto coronada por una cornisa en arco rebajado. Dentro de esta hornacina se abre una ventana cuadrada y encima un óculo circular de las mismas dimensiones. Ambas aberturas iluminan el interior, elevado a los pies de la iglesia. La parte central de la fachada se encuentra coronada por el alero en dos vertientes y de tres niveles de teja y ladrillo. 
En el lado izquierdo de esta fachada se levanta el campanario, de planta cuadrada, cadenas de sillares pulidos pero no muy regulares, y cuatro ojos de arco de punto redondo (de los cuales, el que se abre al norte se encuentra tapiado). La torre del campanario está rematada con una cornisa de piedra moldurada y sobre ella se ha añadido un pequeño cuerpo cuadrado hecho con ladrillo, más estrecho que la torre original y que contiene adornos de piedra en forma de esfera en cada esquina. 
En las fachadas laterales se observa que la mitad inferior de su altura corresponde a las capillas laterales y, en la mitad superior destacan los tres contrafuertes que, a la vez que subdividen los espacios interiores dedicados a capillas, soportan los muros de la nave central, con dos aberturas rectangulares en cada cara. 
La nave central está cubierta con una bóveda de cañón de medio punto con lunetas, cuatro de las cuales reciben la luz de las aberturas rectangulares antes mencionadas. La cabecera, de base rectangular, se soluciona en la parte superior con una bóveda de cuadrante de esfera sostenida sobre trompas esféricas. Dicha bóveda está ornamentada con molduras de yeso en forma de concha. 
El interior está actualmente totalmente restaurado, con acabados estucados y pintados de blanco. La ornamentación, tanto de la zona del presbiterio y el altar mayor, como de las capillas laterales; pretende asemejarse al barroco, pero es de factura contemporánea. 

## Historia
El origen del pueblo de San Lorenzo de Mongay, antiguamente llamado Lorenzo de Balaguer o de Mongay, debe remontarse probablemente a la época andalusí, bajo la protección del hisn o fortificación islámica de la sierra de San Cristóbal. El lugar y su castillo permanecieron en manos islámicas mientras las vecinas Camarasa y Gerb ya habían sido conquistadas por los cristianos a finales del siglo XI. No es hasta el año 1115 que se menciona por primera vez la villa de Lorenzo, ya como lugar conquistado. 
El castillo siguió siendo utilizado hasta el siglo XIII y, junto con la villa, perteneció al vizcondado de Áger y el condado de Urgel hasta que, en 1330, el rey Alfonso el Benigno creó el marquesado de Camarasa y Lorenzo fue incorporado. 
Los fogajes indican 9 fuegos en Lorenzo en 1378 y sólo 5 en 1553. En la época en que se construyó la iglesia parroquial, en el siglo XVIII, los datos de población de hecho indican una cierta tendencia al alza (en 1718 constan 43 habitantes y en 1887 constan 63). Hecho que podría haber motivado su construcción. 